# Hugh Zachary
Hugh Derrel Zachary (geboren am 12. Januar 1928 in Holdenville, Oklahoma; gestorben am 5. September 2016 in Winter Springs, Florida) war ein US-amerikanischer Autor von Science-Fiction-, Western- und Erotikromanen.
Er verwendete eine Reihe von Pseudonymen. Seine Science-Fiction-Romane erschienen praktisch alle unter dem Namen Zach Hughes. Außerdem verwendete er eine Reihe weiterer Pseudonyme, darunter Peter Danielson, Evan Innes, Peter Kanto und Donald Clayton Porter.

## Leben
Zachary war der Sohn von John F. Zachary, einem Bauarbeiter, und von Ida, geborene Duckworth.
Er studierte 1945 bis 1946 am Oklahoma Agricultural and Mechanical College.
Von 1946 bis 1948 diente er in der 82nd Airborne Division der US Army.
Danach studiert er an der University of North Carolina, wo er 1951 mit einem Bachelor in Journalismus abschloss. Von 1948 bis 1961 war er Nachrichtensprecher für verschiedene Radio- und Fernsehsender. Danach arbeitete er gelegentlich als Fischer, Fremdenführer, Florist, Bauarbeiter und als Schriftsteller.
Seit 1948 war er verheiratet mit Elizabeth Wiggs, mit der er zwei Kinder hatte.
Ein erster Roman (One Day in Hell) war 1961 erschienen.
Ab Mitte der 1960er Jahre dann begann Zachary unter dem Pseudonym Peter Kanto in schneller Folge erotische Romane zu veröffentlichen, hauptsächlich für den kalifornischen Verlag Brandon House. Einige dieser Romane waren in Science-Fiction-Welten angesiedelt, zum Beispiel The World Where Sex Was Born (1968, deutsch als Sexplanet erschienen).
1972 wechselte Zachary dann ganz in das Science-Fiction-Genre, wo er in den folgenden Jahren unter dem Pseudonym Zach Hughes eine Reihe von Romanen veröffentlichte.
Zu nennen sind hier der erste SF-Roman Zacharys, The Book of Rack the Healer (1972), das in einer postapokalyptischen Welt spielt, in der die Menschheit in vier Arten mit ganz unterschiedlichen Fähigkeiten zerfallen ist. Der 1982 erschienene Roman Thunderworld liefert als Prequel den Hintergrund für diese Situation. Außerdem schrieb Zachary die Däniken-Parodie Seed of the Gods (1974, deutsch Unter Millionen von katalogisierten Gestirnen gab es eine kleine gelbe Sonne mit einer Schar von Planeten…).
Zacharys SF-Themen sind (drohende) ökologische Katastrophen, postapokalyptische Gesellschaften und (telepathische) Kontakte mit fremden Lebensformen.
Ab Anfang der 1980er Jahre schrieb Zachary unter seinem wirklichen Namen auch eine Reihe von Western. Außerdem verfasste er zwei Sachbücher und zusammen mit seiner Frau drei Romane. Unter dem Pseudonym Peter Danielson schrieb er drei Bände von Children of the Lion, einem Zyklus in biblischer Vergangenheit angesiedelter historischer Romane.
1993, mit 65 Jahren, beendete Zachary seine Laufbahn als Schriftsteller und verkaufte fortan mit seiner Frau zusammen Gesundheitsprodukte über das Internet.
Zachary starb 2016 im Alter von 88 Jahren.

## Bibliografie

### Science-Fiction
Wenn nicht anders vermerkt, unter Zach Hughes erschienen.
Thunderworld-Zyklus
- 1 The Book of Rack the Healer. Award Books, New York 1972.
- 2 Thunderworld. Signet, New York 1982, ISBN 0-451-11290-3.

America 2040-Zyklus (als Evan Innes)
- 1 America 2040 (1986)
- 2 The Golden World (1986)
- 3 The City in the Mist (1987)
- 4 The Return (1988)
- 5 The Star Explorer (1988)

Einzelromane
- The Legend of Miaree. Ballantine Books, New York 1974, ISBN 0-345-23888-5.
  - Deutsch: Die Legende von Miaree. Goldmann, München 1982, ISBN 3-442-23396-8.
- Seed of the Gods. Berkley, New York 1974, ISBN 0-425-02642-6.
  - Deutsch: Unter Millionen von katalogisierten Gestirnen gab es eine kleine gelbe Sonne mit einer Schar von Planeten…. Goldmann, München 1979, ISBN 3-442-23306-2.
- als Hugh Zachary: Gwen, in Green. 1974.
- Tide. Berkley, New York 1975, ISBN 0-425-02813-5.
  - Deutsch: Die rote Flut. Goldmann, München 1977, ISBN 3-442-23239-2.
- The Stork Factor. Berkley, New York 1975, ISBN 0-425-02781-3.
- Pressure Man. Signet, New York 1975.
- For Texas and Zed. Popular Library, New York 1975, ISBN 0-445-00370-7.
- The St. Francis Effect. Berkley, New York 1976.
  - Deutsch: Mücken gibt es überall. Goldmann, München 1979, ISBN 3-442-23292-9.
- Tiger in the Stars. Laser Books, New York 1976, ISBN 0-373-72049-1.
- Killbird. ROC, New York 1980, ISBN 0-373-72049-1.
  - Deutsch: Killervögel. Heyne, München 1989, ISBN 3-453-03903-3.
- The Fires of Paris. Jove Publications, New York 1982, ISBN 0-515-06049-6.
- Gold Star. Signet, New York 1983, ISBN 0-451-12625-4.
- Closed System. ROC, New York 1986, ISBN 0-451-14170-9.
- The Dark Side. ROC, New York 1987, ISBN 0-451-15111-9.
- Sundrinker. DAW Books, New York 1987, ISBN 0-88677-213-3.
  - Deutsch: Sonnentrinker. Heyne, München 1989, ISBN 3-453-07968-X.
- Life Force. DAW Books, New York 1988, ISBN 0-88677-297-4.
- Mother Lode. DAW Books, New York 1991, ISBN 0-88677-497-7.
- Deep Freeze. DAW Books, New York 1992, ISBN 0-88677-539-6.
- The Omnificence Factor. DAW Books, New York 1994, ISBN 0-88677-588-4.
- Windgatherer. Romance Foretold, 2000, ISBN 1-58697-993-0.

### Western
Wenn nicht anders vermerkt, unter Hugh Zachary erschienen.
Sheriff Jugg-Serie
- Bloodrush. Leisure, 1981, ISBN 0-8439-0857-2.
- Murder In White. Leisure, 1981, ISBN 0-8439-0876-9.

Tusk Smith-Serie
- To Guard the Right. Worldwide Library (Raven House), 1981, ISBN 0-373-63008-5.
- Top Level Death. Worldwide Library (Raven House), 1981, ISBN 0-373-60049-6.

Sierra Leone-Serie
- Flight To Freedom. Dell, 1981, ISBN 0-440-02614-8.
- Freedom's Passion. Dell, 1981, ISBN 0-440-02769-1.
- Treasure of Hope. Dell, 1982, ISBN 0-440-08528-4.
- Freedom's Victory. Dell, 1982, ISBN 0-440-02520-6.

The White Indian-Serie (als Donald Clayton Porter)
- War Drums (1986)
- Apache (1987)
- Spirit Knife (1988)
- Manitou (1988)
- Seneca Warrior (1989)
- Father Of Waters (1989)
- Fallen Timbers (1990)
- Sachem's Son  (1990)
- Sachem's Daughter (1991)
- Seneca Patriots (1991)
- Hawk's Journey (1992)
- Father And Son (1993)
- War Clouds (1994)
- Red Stick (1994)

Einzelromane
- Dos Caballos. M. Evans, 1989, ISBN 0-87131-577-7.

### Erotik
Wenn nicht anders vermerkt, unter Peter Kanto erschienen.
- Call Me Gay (1965)
- A Man Called Sex (1965)
- Two Way Beach Girl (1965)
- Beach Wife (1966)
- The Bedroom Beat (1966)
- Color Her Willing (1966)
- Glamour Boy (1966)
- Gold in Her Eyes (1966)
- License to Prowl (1966)
- One Lonely Summer (1966)
- Too Young to Wait (1966)
- Matinee in Three Scenes (1967)
- May Johnson's Girls (1967)
- The Love Standard (1967)
- Neighborly Lover (1967)
- Tomcat (1967)
- The Ring (1968, als Marcus van Heller[2])
- A Small Slice of War (1968)
- Moonlighting Wives (1968)
- A Small Slice Of War (1968)
- Suddenly, Wonderfully Gay (1968)
- Two Beds for Liz (1968)
- The World Where Sex Was Born (1968)
  - Deutsch: Sexplanet. Olympia Press, 1971.
- The Coupling Game (1969)
  - Deutsch: Das große Sexspiel. Olympia Press, 1970. Auch als: Das grosse Spiel. Ullstein #20790, 1987, ISBN 3-548-20790-1.
- Green Thumb and Silver Tongue (1969)
  - Deutsch: Die Wünschelrute. Olympia Press, 1970.
- Rosy Cheeks (1969)
- Taste of Evil (1969)
- Twenty Nights in Eros (1969)
- Unnatural Urges (1969)
- Cocksure on Campus (1970)
- A Dick for All Seasons (1970, als Pablo Kane)
- Naked Joy (1970)
- On Campus (1970)
- Rake's Junction (1970)
- The Sex Experimenters of Diddle U (1971)
- Super Sex Stars (1971)
- Doing It With Daughter (1972)
- Lay-A-Day! (1972)
- Lustful Nights (1974)

### Weitere Romane
Children of the Lion-Zyklus (als Peter Danielson)
- 16 Departed Glory (1993)
- 17 The Death of Kings (1994)
- 18 The Shining King (1995)

The Hotel Destiny-Serie
- The Adlon Link (1981)
- Fortress London (1981)
- Fires of Paris (1981)
- Tower of Treason (1982)

The Australian-Serie (als William Stuart Long)
- The Seafarers (1988)
- The Nationalists (1989)
- The Imperialists (1990)

The Robber Baron-Serie (als Gerald Canfield)
- Power and Glory (1992)
- Wealth and Passion (1993)

Einzelromane
- One Day in Hell (1961)
- A Small Slice of War (1968)
- A Feast of Fat Things (1968)
- Rake’s Junction (1970)
- Competition For Alan (1971, als Val Peters)
- The Legend of the Deadly Doll (1973)
- Second Chance (1976)
- Dynasty of Desire (1978, mit Elizabeth Zachary)
- The Land Rushers (1978, mit Elizabeth Zachary)
- Blazing Vixen (1980, mit Elizabeth Zachary)
- The Golden Dynasty (1980, mit Elizabeth Zachary)
- Love and Battle (1980, mit Elizabeth Zachary)
- Bloodrush (1981)
- Murder in White (1981)
- The Venus Venture (1981)
- Tower of Treason (1982)
- Flight to Freedom (1982)
- Desert Battle (1982)
- Bitter Victory (1983)
- Closed System (1986)
- The Revenant (1988)
- Munday (2003)

### Sachliteratur
- The Beachcomber’s Handbook of Seafood Cookery (1969)
- Wild Card Poker (1976)